# 麿のぼる
麿 のぼる（まろ のぼる、1954年9月10日 - 2010年頃）は、日本の元俳優。本名、佐藤 登。神奈川県出身。神奈川県立相模原技術高等学校卒業。

## 来歴・人物
1974年、特撮テレビドラマ『スーパーロボット マッハバロン』（日本テレビ）にて敵役のタンツ陸軍参謀役でレギュラー出演。主演の下塚誠とは友人で、映画『大空のサムライ』（東宝）でも再び共演した。それ以降はにっかつ映画や刑事ドラマなどに脇役として出演した。特技は、乗馬、柔道、殺陣。
俳優を引退後は円谷プロダクションで車両係を務めていた。
2013年11月9日に行われた｢こちら特撮情報局 開局10周年記念コンテンツ バロンシリーズスタッフ･ キャスト座談会｣で、下塚誠の話によると既に亡くなっていることが伝えられており、死去の際は葬儀にも出席したという。満56歳没｡
2014年6月13日に行われた ｢こちら特撮情報局 開局10周年記念コンテンツ バロンシリーズ番外編｣ での下塚誠のインタビューによると、マッハバロンで共演した麿とは特に仲が良く、マッハバロンが始まる2年位前からの知り合いだったという。また敵役のタンツ陸軍参謀役の起用については、制作スタッフから「タンツ役の適人は誰かいないか？」と訪ねられたため、下塚が麿を推薦した。またこの番組の出演を機会にそれまでの本名「佐藤のぼる」で活動していた所を「麿のぼる」と改名する。なお、この芸名は下塚が付けたという。また「麿が亡くなる間際、自分の奥様に『僕の芸名は下塚誠が付けてくれたんだ』と何回も言っていた旨を奥様から聞きました。麿は顔に疵のメイクをして悪役のタンツを演じていましたが、とても心の優しい人間でしたね」と麿を偲んでいる｡

## 出演

### テレビドラマ
- スーパーロボット マッハバロン（1974年 - 1975年、NTV） - タンツ陸軍参謀
- 熱愛・むらさき情話（1978年、YTV）
- 七人の刑事 第31話「悪魔の土曜日」（1978年、TBS）
- 同心部屋御用帳 江戸の旋風IV 第26話「さむらいの挽歌・有情編」（1979年、CX）
- コメットさん（第2期）第41話「小人になって大きな愛を!」（1979年、TBS）
- ザ・ハングマン 燃える事件簿 第4話「辱しめられたキャンパス」（1980年、ABC）
- 西部警察シリーズ（石原プロ / ANB）
  - 西部警察
    - 第104話「栄光への爆走」（1981年） - 相原
    - 第117話 ｢眼を開け! カウボーイ｣ （1982年） - 旭星会構成員(黒革ジャケット)

  - 西部警察 PART-II
    - 第12話「10年目の疑惑」（1982年） - 竜神会構成員
    - 第34話「トリック・ジャック」（1983年） - 岩田

  - 西部警察 PART-III
    - 第1話「強行着陸!｣（1983年） - 沼尾保男
    - 第21話「PM3・消えた1億円」（1983年） - 森島興業構成員（白スーツ）
    - 第47話「戦士よ さらば」（1984年） - 後楽園ホールの男
- 少年ドラマシリーズ / 星の牧場（1981年、NHK）
- 連続テレビ小説 / おしん 第18回（1983年、NHK）

### 映画
- 吾輩は猫である（1975年、東宝） - 古井武右衛門
- 性処女 ひと夏の経験（1976年、日活）
- 大空のサムライ（1976年、東宝）‐  久保二飛曹[3]
- あにいもうと（1976年、東宝） - 茂
- 恋の空中ぶらんこ（1976年、東宝）
- 女子大生 (秘)SEX診断（1977年、日活）
- クライマックス・レイプ 剥ぐ!（1979年、にっかつ）
- 太陽を盗んだ男（1979年、キティ・フィルム）